# Phyllis Thaxter
Phyllis Thaxter, nascida Phyllis St. Felix Thaxter, (Portland, 20 de novembro de 1919 – Longwood, 14 de agosto de 2012) foi uma atriz norte-americana.

## Início da vida e Carreira
Ela é filha do juiz do Supremo Tribunal de Justiça de Maine, Sidney Thaxter, e de uma atriz de teatro que chegou a interpretar Shakespeare. Thaxter, assim como sua mãe, começou como atriz da Broadway na década de 1930 e assinou contrato com a MGM em 1944. Sua estreia no cinema foi no filme de guerra Thirty Seconds Over Tokyo, que teve como galã o ator Van Johnson. Na MGM, ela normalmente desempenhava papeis de esposa para os protagonistas masculinos, incluindo Robert Ryan em Act of Violence. Em 1948, juntamente com Bárbara Bel Geddes, atuou como filha do proprietário de uma criação de gados, em Blood on the Moon. Ela trocou de estúdio na década de 1950, indo para os estúdios da Warner Bros., mas em geral continuou interpretando o mesmo tipo de papel do estúdio anterior.
A carreira de Thaxter acabou após ser afetada por paralisia infantil, em 1952, enquanto visitava a família em Portland. No entanto, ela fez um lento regresso como personagens de peças teatrais, filmes e televisão. Em 1978, Thaxter interpretou a Sra. Kent, com Glenn Ford assumindo o papel de Sr. Kent, no filme Superman.

## Vida Pessoal
Enquanto estava na MGM, Thaxter casou-se com James Thomas Aubrey Júnior, que mais tarde tornou-se presidente da CBS e da própria MGM, eles se divorciaram em 1962. Eles tiveram uma filha, Skye Aubrey, que atuou em vários telefilmes nos anos 1970.
Phyllis Thaxter faleceu aos 92 anos, em Longwood, ao norte de Orlando, Flórida, após nove anos de luta contra Alzheimer.

## Filmografia Parcial
- Thirty Seconds Over Tokyo (1944)
- Week-End at the Waldorf (1945)
- Living in a Big Way (1947)
- Blood on the Moon (1948)
- Act of Violence (1948)
- No Man of Her Own (1950)
- The Breaking Point (1950)
- Jim Thorpe: All-American (1951)
- Fort Worth (1951)
- Come Fill the Cup (1951)
- Springfield Rifle (1952)
- Superman (1978)